# Immanuel Estermann
Immanuel Estermann (geboren 31. März 1900 in Berlin; gestorben 30. März 1973 in Haifa) war ein US-amerikanischer Atomphysiker.

## Leben
Immanuel Estermann wuchs zeitweise in Jerusalem auf, wohin der Vater mit der Familie als aktiver Zionist gezogen war. Mit Ausbruch des Ersten Weltkriegs kehrte die Familie aber nach Deutschland zurück. Er studierte Physikalische Chemie in Hamburg, wurde dort 1921 bei Max Volmer promoviert und war ab 1922 Dozent. Mit der Machtübergabe an die  Nationalsozialisten 1933 verlor er als Jude seine Anstellung an der Universität Hamburg. Er emigrierte 1933 über England in die USA an die Carnegie Mellon University in Pittsburgh (ebenso wie sein früherer Chef Otto Stern), wo er Associate Professor und nach dem Zweiten Weltkrieg Professor wurde. 1941 wurde er Fellow der American Physical Society. Von 1943 bis 1945 war Estermann am Manhattan-Projekt beteiligt, dem Bau der amerikanischen Atombombe. 1951 ging er an das Office of Naval Research, zunächst als Berater und Leiter der Abteilung Materialwissenschaften, ab 1959 als deren wissenschaftlicher Direktor in London. 1964 ging er in den Ruhestand. Er ging nach Israel, wo er Lidow-Professor für Festkörperphysik am Technion wurde. Estermann starb 1973 in Haifa.
Estermann ist für die Entwicklung der Molekularstrahlmethode zusammen mit Otto Stern bekannt, mit dem er ab Anfang der 1920er Jahre in Hamburg eng zusammenarbeitete. Zusammen zeigten sie mit dieser Methode, dass nicht nur Elementarteilchen wie Elektronen Welleneigenschaften besaßen (zuvor gezeigt von Davisson und Germer), sondern auch Moleküle wie das Wasserstoffatom und Helium. Mit Stern maß er auch 1931 das magnetische Moment des Protons.
Immanuel Estermann ist der Bruder des Mathematikers Theodor Estermann. Seine Tochter Hannah Bergman war Professorin für Spanisch und seine Tochter Eva für Botanik.

## Schriften
- (Hrsg.): Methods of Experimental Physics. Volume 1: Classical methods. Academic Press 1959.
- (Hrsg.): Recent researches in molecular beams – a collection of papers dedicated to Otto Stern on the occasion of his 70th birthday. Academic Press 1959.
- mit D. R. Bates (Hrsg.): Advances in Atomic and Molecular Physics. Band 1 bis 8. 1965 bis 1973.
- History of molecular beam research: personal reminiscences of the important evolutionary period 1919–1933. In: American Journal of Physics. Band 43, 1975, S. 661.